# هوارد باربييري
هوارد باربييري (بالإنجليزية: Howard Barbieri)‏ هو لاعب كرة قدم أمريكية أمريكي، ولد في 7 نوفمبر 1987 في ليوناردو في الولايات المتحدة.